# Idajon (manzana)
Idajon es una variedad cultivar de manzano (Malus domestica).
Criado en 1923 por Leif Verner en el «Idaho Agricultural Experiment Station, Moscow », dependiente de la Universidad Estatal de Iowa (Estados Unidos). Las frutas tienen una carne color crema, de textura con grano fino, crujiente, sabor jugoso y dulce. Tolera la zona de rusticidad delimitada por el departamento USDA, de nivel 3.

## Historia
'Idajon' es una variedad de manzana, criada en 1923 por Leif Verner en el «Idaho Agricultural Experiment Station, Moscow» dependiente de la Universidad de Idaho (Estados Unidos). Obtenida a partir del cruce de 'Wagener' como Parental-Madre x polen de 'Jonathan' como Parental-Padre. Fue introducida en los circuitos comerciales en 1949.
'Idajon' se cultiva en la National Fruit Collection (Colección Nacional de Fruta) de Reino Unido donde está cultivada con el número de accesión: 1951-046' y nombre de accesión: Idajon.

## Características
'Idajon' es un árbol pequeño, moderadamente vigoroso, con crecimiento erguido y extendido. El árbol es resistente. Portador de espolones de fructificación. Tiene un tiempo de floración que comienza a partir del 7 de mayo con el 10% de floración, para el 13 de mayo tiene una floración completa (80%), y para el 20 de mayo tiene un 90% de caída de pétalos.
'Idajon' tiene una talla de fruto medio con altura promedio de 57,50 mm y anchura promedio de 67,00 mm; forma oblonga, contorno ligeramente irregular, nervaduras débiles, y corona muy débil; epidermis con color de fondo amarillo, con color del sobre color con un rubor rojo brillante y un patrón de rayas más oscuras, en la cara expuesta al sol, importancia del ruginoso-"russeting" (pardeamiento áspero superficial que presentan algunas variedades) débil; pedúnculo longitud mediano largo y de calibre delgado ubicado en una cavidad medianamente profunda y ancha, con ruginoso-"russeting" en las paredes; cáliz de tamaño grande y cerrado, colocado en una cuenca poco profunda, y amplia; pulpa de color crema, de textura con grano fino, crujiente, sabor jugoso y dulce.
Su tiempo de recogida de cosecha se inicia a finales de octubre. Se conserva bien durante dos meses en frío.

## Usos
Se utiliza como una manzana de uso en fresco para postre de mesa.

## Ploidismo
Diploide. Auto estéril, para los cultivos es necesario un polinizador compatible. Grupo D Día 13.

## Susceptibilidades
Moderadamente susceptible tanto al fuego bacteriano como al mildiu.